# Nukleär ortodoxi

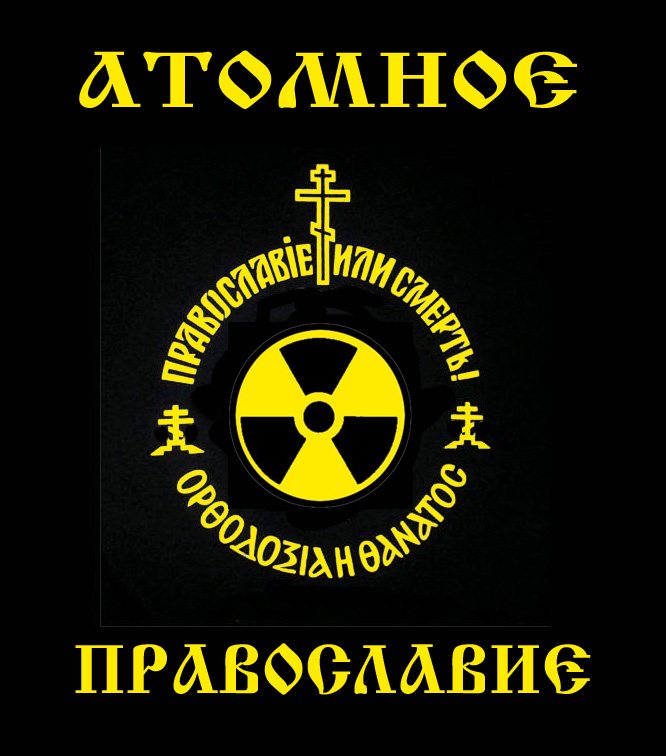
Symbol för den nukleära ortodoxin, som är baserad på Ortodoxa fanbärarnas union flagga.

Nukleär ortodoxi, också kallat atomisk ortodoxi, (ryska: Атомное православие; translitteration: Atomnoje pravoslavije; kyrkslaviska: Атомное правосла́вїе) är en rysk politisk ideologi där man kombinerar den Östortodoxa kristendomen med kärnvapen, det vill säga att den Östortodoxa kyrkan och kärnvapen betraktas som grundläggande komponenter för Rysslands säkerhet.

## Historik
Begreppet nukleär ortodoxi myntades först av Aleksej Beljajev-Gintovt, där han visade upp en målning som föreställde en atomubåt och kristna motiv på en utställning i Paris i Frankrike år 1999.
Vid en presskonferens som ägde rum 2007 gjorde Rysslands president Vladimir Putin ett uttalande där han stödde den nukleära ortodoxin:

Ortodoxin och kärnkraftsindustrin stärker den ryska statsbildningen och säkerheten [...] Båda ämnena är nära besläktade med varandra, eftersom både Ryska federationens traditionella bekännelse [östlig ortodoxi] och Rysslands kärnvapensköld är de komponenter som stärker den ryska statsbildningen och skapar de nödvändiga förutsättningarna för att trygga landets inre och yttre säkerhet. Av detta kan vi dra en tydlig slutsats om hur staten bör behandla båda både idag och i framtiden.

I februari 2018 gjorde Putin ett till utalande:

Är jag redo att använda de vapen som står till vårt förfogande, inklusive massförstörelsevapen, för att försvara mig själv, för att skydda mina intressen [?...] Ja, i den här situationen väntar vi på att någon ska använda kärnvapen mot oss, vi gör ingenting själva. Men då måste angriparen ändå veta att vedergällning är oundviklig, att han [fienden] kommer att förgöras. Och vi är offer för aggression, och vi kommer till himlen som martyrer, och de kommer helt enkelt att dö, för de kommer inte ens att ha tid att ångra sig.